# Blast beat
Ett blast beat (skrivs även blastbeat) är ett extremt snabbt trumkomp som vanligast förekommer i bland annat grindcore, death metal och black metal. En vanlig utformning av ett blastbeat är att virveltrumma och bastrumma spelas på samma eller alternerande slag, med olika sorters accentuering på cymbaler, i en snabb takt. I en av de mer elementära varianterna av kompet spelas både virveltrumma, bastrumma och cymbal på samma slag. Syftet med blastbeatet är att förstärka den energiska, kraftfulla och vanligen ursinniga känslan man vill förmedla. Ursprungen till blastbeatet finner man både inom hardcorepunk och thrash metal, men likheter till kompet finner man även inom jazz. 

## Blastbeatet inom metal

### Black metal
Inom black metal brukar blastbeats vanligen vara mindre förfinade än inom exempelvis death metal. Ofta används det mest elementära blastbeatet vilket varieras, på det fjärde taktslaget, med slag på exempelvis en crashcymbal. Liksom inom alla andra genrer används olika varianter av olika band och musiker. Blastbeatet är vanligare (där det kan utgöra det huvudsakliga kompet genom en hel låt) inom mer traditionell black metal (band som Darkthrone, Mayhem, Marduk och Dark Funeral) än inom mer symfonisk black metal (band som Dimmu Borgir).

### Death metal
Det är inom death metal man finner de mer avancerade blastbeatsen. Band som Morbid Angel började tidigt använda sig av blastbeats och grupper som Suffocation, Hate Eternal och Deicide spelar några av de mest utvecklade formerna av detta trumkomp. Det tekniska kunnandet anses ofta viktigt inom death metal (särskilt inom subgenren teknisk death metal) och musiker lägger därför ofta stor vikt vid att använda sig av särskilt komplicerade, snabba eller originella former av detta komp. Även här varierar utnyttjandet av blastbeats, hos vissa grupper förekommer det inte alls, hos andra utgör det merparten av alla trumkomp.

### Grindcore
Grindcore har, med sina rötter i punken, inte lika intrikata blastbeats som de som förekommer inom death metal. Utformningen skiljer sig också från de blastbeat man finner inom black metal. Grindcorebandet Napalm Death anses av många vara ett av metalbanden som introducerade blastbeatet inom heavy metal-genren som helhet. Blastbeatet är kanske allra tydligast förknippat med denna metalgenre.

### Övrig metal
Blastbeats förekommer i olika hög grad i andra genrer av metal, däribland doom metal. 